# Самуель Агілар
Самуель Агілар (ісп. Samuel Aguilar, 16 березня 1933 — 12 травня 2013, Фернандо-де-ла-Мора) — парагвайський футболіст, що грав на позиції воротаря, зокрема за національну збірну Парагваю.

## Клубна кар'єра
Протягом клубної кар'єри грав на батьківщині за «Лібертад», «Олімпію» (Асунсьйон) та «Спорт Колумбія».
Завершував професійну ігрову кар'єру протягом 1965–1967 років у колумбійському «Депортіво Перейра».

## Виступи за збірну
1958 року дебютував в офіційних матчах у складі національної збірної Парагваю. Того ж року був включений до її заявки на чемпіонат світу 1958 року у Швеції. На мундіалі починав як резервний голкіпер, дублер Рамона Маєреггера. Утім після того, як у першій грі турніру парагвайці пропустили сім голів від збірної Франції, його місце у воротах південноамериканців зайняв саме Агілар. З ним на воротах команда здолала збірну Шотландії і зіграла унічию з югославами, чого, однак, виявилося недостатнім аби подолати груповий етап.
Загалом протягом кар'єри у національній команді, яка тривала 5 років, провів у її формі 18 матчів.
Помер 12 травня 2013 року на 81-му році життя у місті Фернандо-де-ла-Мора.

## Титули і досягнення
- Бронзовий призер Чемпіонату Південної Америки: 1959 (Аргентина)